# The drive of life
The drive of life (歲月風雲) is de eerste coproductie tussen de Hongkongse TVB en de Chinese staatstelevisie CCTV. Deze twee televisiemaatschappijen hebben de serie gemaakt. Sommige scènes zijn in het Standaardkantonees en sommige in het Standaardmandarijn. Daarom zijn ze verschillende stukken nagesynchroniseerd in Standaardkantonees of Standaardmandarijn. Het beginlied "歲月風雲" is gezongen door Hacken Lee & Steve Chou en het eindlied "愛在記憶中找你" is gezongen door Raymond Lam.
De serie is gemaakt vanwege de tienjarige jubileum van Volksrepubliek Chinees Hongkong. Slechts een klein aantal sterren komt niet uit Hongkong.

## Rolverdeling
- Damian Lau als Wah Man-Hon(華文翰)
- Liao Jingsheng als Wah Man-Hung (華文鴻)
- Michael Miu als Wah Man-Shek (華文碩)
- Charmaine Sheh als Wing Sau-Fung (榮秀風)
- Raymond Lam als Wah Chan-Bong(華振邦)
- Jessica Hsuan als Wah Ching-Yu (華清瑜)
- Ng Wai Kwok als Ngai Tin-Hang (危天行)
- Myolie Wu als Fong Bing-Yee (方秉怡)
- Sheren Tang als Wong Siu-Fun (汪紹芬)
- Joe Ma als Ngai Wing-Biu (危永標)
- GiGi Wong als Hui Cham-Yan (許湛恩)
- Ron Ng als Sin Kai-Keung/Ngai Kai-Keung (冼介強)
- Toby Leung als Wah Ching-Lam (華清琳)
- Feng Shao Feng als Wah Chan-Man (華振民)
- Chiu Ngor (Mainland) als Lee Sin-Sin (李倩茜)
- Chan Mei Kei als Wai Cheung-Ping (衛長萍)
- Benz Hui als Ngai Lin-Tai
- Mary Hon als Lo Ho-Yuet
- Power Chan als Wong Siu-Leung (汪紹良)
- Michael Wong als Wah Man-Tak/Will/Wai-Lun

## Verhaal
Wah Man-Hon (Lau Chung-Yan), Wah Man-Hung (Liao Jingsheng) en Wah Man-Shek (Miu Kiu-Wai) waren alle drie geboren in het vasteland van China. Maar door politieke verschillen en verschillende kijk op het leven zijn de broers uit elkaar gegaan. Ze wonen in Hongkong, Peking en Canada.